# Michał Piotrowski (generał)
Michał Piotrowski (ur. 1771 Falenica, zm. 14 grudnia 1825 w Warszawie) – generał brygady armii Księstwa Warszawskiego.

## Życiorys
13 kwietnia 1786 wstąpił do Korpusu Kadetów w Warszawie. Później został chorążym 1 Wielkopolskiej Brygadzie Kawalerii Narodowej. W 1789 kupił stopień porucznika.
W okresie insurekcji kościuszkowskiej był początkowo porucznikiem w 1 Brygadzie Wielkopolskiej
Zakończył w niej służbę w 1794 jako wicebrygadier. Od lipca 1794 dowódca odcinka obrony Wisły k. Warszawy, mianowany na generała. Po powstaniu poza wojskiem, do służby powrócił w 1807. Ponownie generał jako dowódca Brygady Piechoty w 2 Dywizji Piechoty.
W kampanii austriackiej komendant Modlina i dowódca obrony przepraw na Wiśle.
W 1810 wojskowy komendant departamentu radomskiego. Uczestnik kampanii saskiej i francuskiej 1813–1814.
Po upadku Napoleona I przyprowadził do kraju resztki Wojska Polskiego z Danii i Hamburga. Od 1815 dowódca Brygady Jazdy w armii Królestwa Polskiego. Zmarł 14 grudnia 1825 w Warszawie.
Był członkiem loży wolnomularskiej Jedność Słowiańska.